# Station Środa Śląska Rynek
Station Środa Śląska Rynek is een spoorwegstation in de Poolse plaats Środa Śląska.